# ウィリアム・スウィントン
ウィリアム・スウィントン（William Swinton,1833-1892）はアメリカの著作家、ジャーナリスト。スコットランドのソルトン（Salton）生まれ。1843年にカナダに移住しトロントで学び、ついでアメリカのアマースト大学で学んだ。グリンスボロやニューヨークで教鞭を執り、南北戦争中はニューヨーク・タイムズの戦時通信員を務め、1869年から1874年までカリフォルニア大学の英文学教授を務めた。歴史や軍事史に関する著作があり「十二の決戦」（Twelve Decisive Battles of the War.1867）などの著作があるが、日本では「万国史」（Outlines of the World History.1874）が著名である。スゥイントン「万国史」は専門書と言うよりはやや内容の高度なハイスクールの教科書というべきものであり史学的価値はほとんど無い。しかしピーター・パーレー「万国史」と共に日本では大学の語学用教材として広く利用されたことで知られる。

## 文献情報
- 「丸善百年史」（丸善出版 1980）「第九章 洋書の輸入」 P.138-に紹介あり。